# 石门镇 (洛南县)
石门镇，是中华人民共和国陕西省商洛市洛南县下辖的一个乡镇级行政单位。

## 行政区划
石门镇下辖以下地区：
石门街社区、罗沟村、安沟村、桥河村、下铺村、下留村、太白岔村、王桥村、刘家村、苏冯村、陈涧村、东山村、马湾村、杨城村、花庙村、杨河村、黄龙铺村、桥上村、三岔村和张湾村。